# 19619 Bethbell
19619 Bethbell este un asteroid din centura principală de asteroizi.

## Descriere
19619 Bethbell este un asteroid din centura principală de asteroizi. A fost descoperit pe 16 august 1999 la Eskridge de Graham E. Bell. El prezintă o orbită caracterizată de o semiaxă mare de 2,40 ua, o excentricitate de 0,11 și o înclinație de 7,2° în raport cu ecliptica.